# Gallopamil
Il  gallopamil è un calcio antagonista appartenente alla famiglia chimica delle fenilachilamine.

## Indicazioni
È utilizzato come medicinale principalmente in ambito cardiologico nel trattamento dell'ipertensione arteriosa, nel trattamento di alcune aritmie e di alcune forme di angina.

## Controindicazioni
L'utilizzo di questa sostanza non è indicato nei casi di angina instabile, stenosi aortica, shock cardiogeno, sindrome del nodo del seno e in vari altri casi .

## Farmacodinamica
I bloccanti dei canali del calcio impediscono con il flusso di ioni calcio verso l'interno delle cellule attraverso i canali del calcio long lasting (da cui "calcio antagonisti" )
I calcio antagonisti hanno un'azione farmacologia predominante in tessuti dove il calcio regola la coppia eccitazione-contrazione, riducendo la contrattilità miocardica e di riflesso il tono vascolare diminuito e l'impulso elettrico che circola nel cuore può essere depresso, tali luoghi in cui i calcioantagonisti rivestono un ruolo importante sono le cellule miocardiche, cellule del sistema di conduzione del cuore e muscolatura liscia vascolare.
Il gallopamil tra i vari effetti ha quello di aumentare il flusso coronarico riducendo il carico cardiaco e quindi diminuendo il consumo dell'ossigeno da parte del miocardio.

## Effetti indesiderati
Alcuni degli effetti indesiderati sono bradicardia, cefalea, dolore addominale, edema, vertigini, nausea, impotenza, vomito, febbre, neutropenia, ipoglicemia, aritmie, affaticamento, porpora, vasculiti, ipotensione, anemia, broncospasmo, rash, mialgia, dispnea, ansia, dolore toracico, confusione, vampate di calore, sincope, sudorazione, ittero, orticaria, infarto miocardico acuto.